# 소무 (영화)
소무(小武: Xiao Wu, Pickpocket)는 중국에서 제작된 지아장커 감독의 1997년 드라마 영화이다. 왕홍웨이 등이 주연으로 출연하였고 지아장커 등이 제작에 참여하였다. 알려진 다른 제목은 소매치기이다.

## 출연

### 주연
- 왕홍웨이
- 주오 바이타오

## 제작진
- 조명: 고삼